# Günther Brodowsky
Günther Brodowsky (* 3. Juni 1932 in Adlig Wolla, Ostpreußen; † 6. Januar 2017) war ein Berufsoffizier, zuletzt im Range eines Generalmajors der Nationalen Volksarmee (NVA) der Deutschen Demokratischen Republik.

## Leben
Der gebürtige Masure Brodowsky ließ sich nach Flucht und Vertreibung aus Ostpreußen in Sachsen nieder und absolvierte von 1946 bis 1951 eine landwirtschaftliche Ausbildung als Melker. Bereits in jungen Jahren war Brodowsky politisch engagiert, trat 1951 der SED bei und war von 1951 bis 1953 Ortsvorsteher von Liegau-Augustusbad, einem Ortsteil von Radeberg. 1953 trat Brodowsky den Streitkräften bei und wurde Schüler an der Offizierschule Döbeln. Ab 1955 diente er als Zugführer in Marienberg. 1956/57 wurde Brodowsky im Stab der 7. Panzerdivision verwendet. 1957 bis 1958 besuchte er die Offizierschule in Großenhain. Anschließend war Brodowsky Kompanieführer im 15. Panzerregiment und Parteisekretär in der NVA. Von 1967 bis 1970 besuchte er die Militärakademie Dresden. 1976 ging Brodowsky in die Sowjetunion und besuchte für ein Jahr die Parteihochschule der KPdSU. 1980/81 war er Chef des Wehrbezirkskommandos Suhl; ab 1981 übernahm er das Wehrbezirkskommando Erfurt. 1988 erfolgte die Beförderung zum Generalmajor. Mit der deutschen Wiedervereinigung endete seine Dienstzeit; die Entlassung aus dem Dienst erfolgte am 30. September 1990.

### Auszeichnungen
- Vaterländischer Verdienstorden in Bronze
- Kampforden für Verdienste um Volk und Vaterland in Gold